# Die schwarze Spinne (1983)
Die schwarze Spinne ist ein Schweizer Spielfilm aus dem Jahr 1983 von Regisseur Mark Rissi. Rissis Film war der siebterfolgreichste Schweizer Spielfilm der 1980er-Jahre.

## Handlung
Vier drogenabhängige Jugendliche warten auf Stoff. Ihr Lieferant wird von Dealern hereingelegt und um Geld und Stoff geprellt. In der Stadt aber ist die Drogenszene durch Polizeirazzien verunsichert. Die üblichen Drogenumschlagplätze funktionieren nicht mehr. So entwickeln die fünf Jugendlichen den Plan, ins Labor einer chemischen Fabrik einzubrechen. Das waghalsige Unternehmen gelingt, führt jedoch zu einer Katastrophe. Durch eine Unvorsichtigkeit der Einbrecher wird eine heftige Explosion verursacht, und eine Giftwolke verpestet die Umgebung. Als die jungen Fixer auch noch den Hornbachbauern überfallen, um ihn auszurauben, nimmt das Unheil vollends gespenstische Züge an. Ahnungslos setzen die Jugendlichen die «schwarze Spinne» frei, den Pestfluch, den der alte Bauer gehütet hat. Wie in Halluzinationen beginnt sich für die Drogensüchtigen jetzt das Karussell eines Totentanzes zu drehen. Eines der Mädchen setzt sich den Goldenen Schuss. Die anderen Jugendlichen holt wahnhaft eine mittelalterliche Vergangenheit ein, in der Satan persönlich die Hand im Spiel hat.

## Hintergründe
Der Film basiert auf der Novelle Die schwarze Spinne von Jeremias Gotthelf. Rissi benutzte den gruseligen Klassiker vom geprellten Teufel, der zur Strafe ein Heer von Spinnen auf die Menschen hetzt, als Parabel für eine von Umweltskandalen und Drogenelend geschüttelte Gegenwart.

## Mitwirkende
Wichtige Darsteller sind unter anderen Beatrice Kessler, Walo Lüönd, Henrik Rhyn, Peter Ehrlich und Sigfrit Steiner. Die Filmmusik stammt von Carlos Perón, Franz Liszt und Véronique Müller. Die Kostüme entwarf Edith Roth.

## Kritik
Der Filmdienst befand: „Umweltgefährdung und Drogensucht bilden den Rahmen zu einem historischen Kostümfilm nach der klassischen Novelle. Klischees und mangelnde Tiefenschärfe in der vordergründigen, aktuell hingeschluderten Kritik nehmen der Geschichte ihren Gehalt.“

## Weiteres Filmdrama mit diesem Titel
Im Jahr 2022 wurde in Schweizer Produktion ein mittelalterliches Filmdrama mit demselben Titel veröffentlicht, das ebenfalls auf der Novelle von Jeremias Gotthelf basiert. Es entstand unter der Regie von Markus Fischer mit Lilith Stangenberg und Ronald Zehrfeld in den Hauptrollen.